# Wunsiedeler Kreis

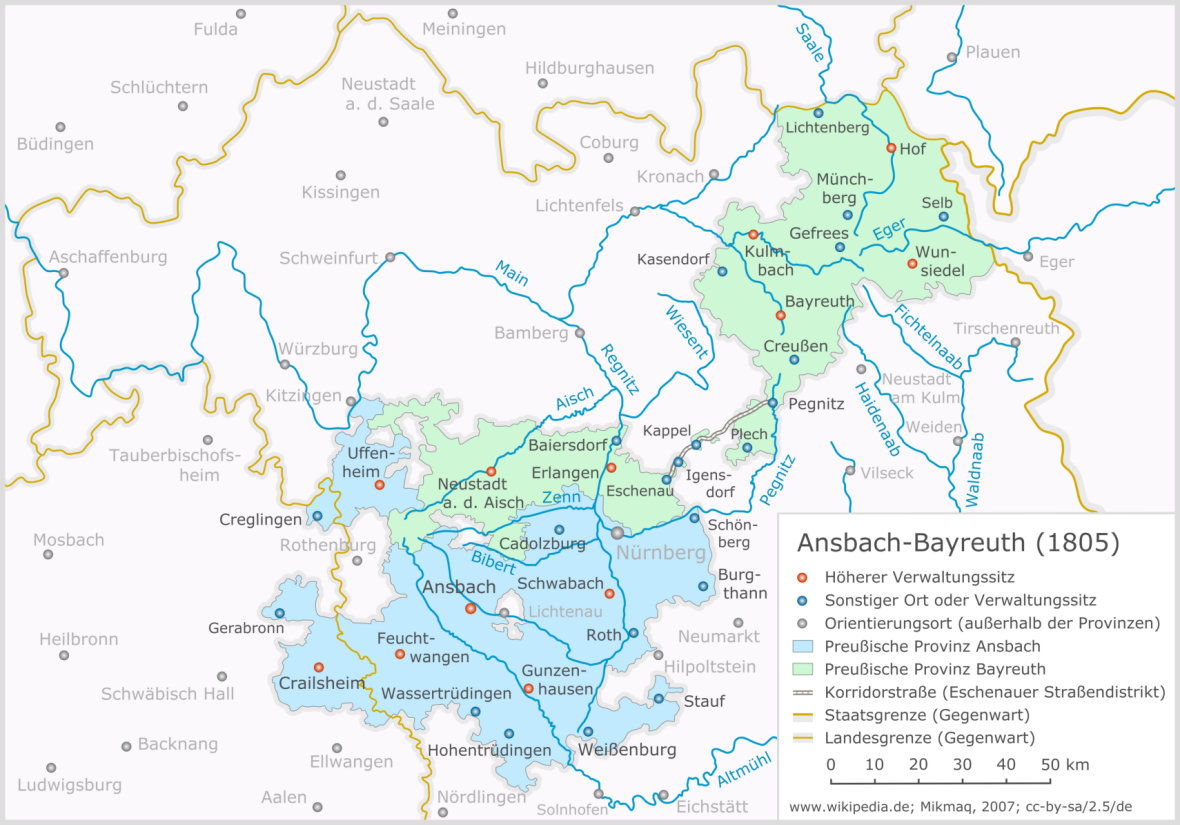
Ansbach-Bayreuth (nach territorialer Neuorganisation) im Jahr 1805

Der Wunsiedeler Kreis war unter preußischer Verwaltung einer von sechs Landkreisen im Fürstentum Bayreuth mit Sitz in Wunsiedel.

## Geschichte
Der Wunsiedeler Kreis bestand von 1797 bis 1806. Er wurde aus der Amtshauptmannschaft Wunsiedel, dem Oberamt Gefrees (zum größten Teil), der Amtshauptmannschaft Kulmbach (zum kleineren Teil) und den vogtländischen Rittergütern dieser Gegend gebildet. Die Kreisbehörde hatte die Bezeichnung Kreisdirektorium. Justiz und Verwaltung wurden getrennt. An Unterbehörden gab es die Justizämter Gefrees und Wunsiedel und die Kammerämter Gefrees und Wunsiedel und das Magistrat Weißenstadt. Die Rittergüter wurden in Patrimonialgerichte preußischen Rechts umgewandelt. Am 2. November 1806 trat die französische Militärregierung im Fürstentum Bayreuth an die Stelle des besiegten Preußen. Mit dem 1810 geschlossenen Pariser Vertrag gelangte das Fürstentum Bayreuth – und damit auch der Wunsiedeler Kreis – an das Königreich Bayern. Die preußischen Verwaltungsstrukturen wurden aufgehoben. An ihre Stelle traten die neu geschaffenen Landgerichte Bayreuth, Kirchenlamitz, Kulmbach und Wunsiedel, die sowohl für die Verwaltung als auch Justiz zuständig waren.

## Orte des Wunsiedeler Kreises

### Justiz- und Kammeramt Wunsiedel
Der Bezirk des Justiz- und Kammeramtes Wunsiedel war weitestgehend deckungsgleich mit der Amtshauptmannschaft Wunsiedel. 1801 waren 273 Orte inbegriffen:

#### A
- Alexandersbad
- Ameishügel
- Angermühle bei Weisenstadt
- Arzberg mit fünf Mühlen

#### B
- Bergnersreuth
- Bernstein mit Mühle
- Biebersbach mit Mühle
- Bienhaus
- Birkenbacher Mühle
- Birkenbühl
- Blumenthal
- Blumenthalmühle
- Bodenmühle bei Hohenbrunn
- Bödlas
- Böhmühle
- Brand
- Braunersgrün
- Breitenbrunn mit Mühle
- Breithmühle bei Lorenzreuth
- Brunn mit zwei Mühlen
- Buchbach
- Buchwald
- Burgermühle bei Dörflas
- Burggutsmühle bei Gopfersgrün
- Burggutsmühle bei Oberröslau
- Burggütermühle bei Lorenzreuth

#### C
- Clausen bei Seussen
- Clausen oder Lotterloh bei Hildenbach

#### D
- Dangerhäuser
- Dangersbühl
- Dietersgrün
- Dörflas oder Dörflas bei Kirchenlamitz
- Dötschenmühle bei Seussen
- Dünkelhammer und Mühle
- Dürrenberg bei Oberröslau
- Dürrlas

#### E
- Epprechtstein
- Erkersreuth
- Eulenloh

#### F
- Fahrenbach
- Fichtenhammer und Mühle
- Fischern
- Fischermühle bei Kirchlamiz
- Fischern
- Fleisenhammermühle bei Wunsiedel
- Flittermühle bei Arzberg
- Forellenmühle bei Oschwitz
- Forsthammer
- Franken und Mühle
- Freundschaft
- Fuchsmühle bei Kirchenlamiz
- Furthammer bei Schönbrunn

#### G
- Gabnermühle bei Arzberg
- Garmersreuth
- Gerlachsmühle bei Arzberg
- Göpfersgrün
- Göringsreuth
- Grafenmühle bei Selb
- Grafenreuth mit zwei Mühlen
- Grohenhammer bei Schönbrunn
- Grosschlattengrü
- Großschloppen
- Großwendern
- Grub
- Grubbach
- Grün
- Grünauer Vorwerk
- Grünhaid

#### H
- Haag zur Stadt Wunsiedel gehörig
- Haasenmühle bei Kirchenlamitz
- Habenit
- Haferdeckmühle bei Thierstein
- Hafnermühle bei Arzberg
- Haid bei Seußen
- Haidlas
- Haingrün
- Hammermühle bei Hohenberg
- Hammermühle bei Niederlamiz
- Hammermühle bei Thierstein
- Hauenreuth
- Hebanz
- Heidelheim
- Heiligenfurth
- Hendelhammer und Mühle
- Heuloh
- Hildenbach
- Hildenmühle
- Hintere Stadtmühle bei Wunsiedel
- Hochstädt
- Hofmühle bei Hochstädt
- Hohebrand
- Hohenberg mit zwei Mühlen
- Hohenbuch
- Hohenmühle bei Thierstein
- Holenbrunn
- Holzhäuser
- Holzmühle zur Stadt Wunsiedel gehörig
- Hühnerhöfen

#### J
- Juliushammer und Mühle

#### K
- Kaiserhammer oder Kaiserhammer und Mühle
- Kalchofen zur Stadt Wunsiedel gehörig
- Karlmühle
- Kieselmühle bei Schlottenhof
- Kirchenlamitz mit sechs Mühlen
- Kleinschloppen
- Kleinwendern mit Mühle
- Knopfhammer
- Korbersdorf
- Kornbach mit Mühle
- Kottigenbiebersbach
- Kripnermühle bei Seußen
- Krötschen oder Schiegelmühle
- Krötschenreuth
- Kühlgrün
- Kupferhammer

#### L
- Lammermühle bei Schirnding
- Laubpühl
- Lauterbach
- Lengenau
- Lengenfeld
- Leupoldsdorf mit Hammermühle
- Leutenberg
- Leutendorf
- Linden
- Löselmühle bei Wunsiedel
- Lorenzreuth
- Lösten
- Ludelberg

#### M
- Magermühle bei Kirchenlamiz
- Manzenberg
- Marktleuthen mit Mühle
- Marktleuthner Forst oder Grieshäuser
- Meierhof bei Kirchenlamiz
- Meierhof bei Weißenstadt
- Meierhof bei Wunsiedel
- Meuselsdorf
- Miedelmühle bei Lorenzreuth
- Mittelmühle
- Mittelmühle bei Kirchenlamiz
- Mittlerweisenbach
- Mühlbach mit Mühle
- Münzmühle bei Wunsiedel

#### N
- Neudes
- Neudorf und Mühle
- Neuenbrand oder Neuenbrand
- Neuenhammer oder Neuenhammer bei Leupoldsdorf
- Neuenhammer bei Weisenstadt
- Neuenmühle
- Neuenmühle bei Vordorf
- Neuenreuth und Mühle
- Neuhaus
- Neuhausen mit zwei Mühlen
- Neu- oder Thusmühle bei Marktleuthen
- Niederlamiz und Mühle

#### O
- Obere Steinmühle bei Spielberg
- Oberhöchstädt
- Oberredwiz
- Oberröslau
- Oberthölau
- Oberweisenbach mit zwei Mühlen
- Oberwoltersgrün
- Öchsler- und Tangersmühle
- Oschwiz
- Ottenloh

#### P
- Pechbrunn und Mühle
- Pfaffenreuth
- Pfannenstiel
- Pfeifermühle bei Hohenberg
- Pirk
- Plösberg
- Preusdorf
- Prücklas
- Puzenmühle

#### R
- Raithenbach
- Rangenmühle bei Arzberg
- Rappauf
- Raths- oder Herrmühle bei Thierstein
- Raumetengrün
- Rauschensteig
- Redwizer Markung
- Reichenbach bei Selb und Mühle
- Reichenbach bei Wunsiedel und Mühle
- Reicholdsgrün und zwei Mühlen
- Reuth
- Reuthlas und Mühle
- Rödermühle bei Redwitz
- Röhrloch
- Rosenbühl
- Rosenhof
- Röslauermühle
- Roßlermühle
- Röstermühle
- Rötenbach
- Ruchenmühle bei Heberg
- Rügersgrün
- Ruppertsgrün

#### S
- Sandmühle bei Röthenbach
- Schacht
- Schazbach
- Schieda, Ober Schieda oder Schiedabühl
- Schirnding
- Schloßberg bei Thierstein
- Schlößlein und Wegsteig bei Selb
- Schlözmühle bei Lorenzreuth
- Schlözmühle bei Oberthölau
- Schlottenhof
- Schneckenhammermühle
- Schnepfenmühle bei Spielberg
- Schönbrunn
- Schönlind, ein Gut
- Schönlind bei Selb
- Schönlind bei Weißenstadt
- Schönlind bei Wunsiedel
- Schönwald und zwei Mühlen
- Schwarzenbacher Ziegelhütte
- Schwarzenhammer und Mühle
- Schwarzteich
- Seedorf
- See- oder Zechenhaus
- Selb mit fünf Mühlen
- Selbervorwerk
- Seussen
- Sichersreuth
- Silberbach und Mühle
- Sinnatengrün und Mühle
- Sommerhau
- Sophienreuth
- Spiegelschleife
- Spielberg
- Steinberg
- Steinhaus
- Steinfeld
- Stemmas
- Stemmersgrün
- Stiegelmühle bei Brand
- Stollmühle
- Stopfersfurth
- Strösnermühle bei Kirchenlamiz

#### T
- Teichmühle bei Seußen
- Thiersheim
- Tiefenbach
- Tröstau mit einer Hammermühle
- Trompetenberg

#### U
- Unterhöchstädt
- Unterröslau
- Untersteinmühle bei Spielberg
- Unterthölau
- Unterweißenbach und Mühle
- Unterwoltersgrün

#### V
- Vielliz
- Vierst
- Voitsumra
- Volatsberg
- Vordere Stadtmühle bei Wunsiedel
- Vordorf

#### W
- Walddorf
- Walkmühle bei Wunsiedel
- Wampen
- Weiherhof
- Weisenbach
- Weisenhaidt
- Wellerthal und Mühle
- Wendenhammer und Mühle
- Wiesenmühle bei Arzberg
- Wiesenmühle bei Wunsiedel
- Wildenau
- Wimmersreuth
- Wintersberg
- Wizelebensmühle
- Wunschel oder Nothhafts Mühle bei Wunsiedel
- Wuttigsmühle bei Dörflas

#### Z
- Ziegelhütte bei Wunsiedel
- Zigeunermühle bei Weisenstadt

### Justiz- und Kammeramt Gefrees
Der Bezirk des Justiz- und Kammeramtes Gefrees umfasste das ehemalige Oberamt Gefrees (zum Teil), das Vogteiamt Stammbach und das Stiftskastenamt Himmelkron (zum Teil). 1801 waren 84 Orte inbegriffen:

#### A
- Absängermühle

#### B
- Bärenreuth
- Berneck und drei Mühlen
- Birnstengel mit Mühle
- Bischoffgrün mit drei Mühlen
- Blumenau
- Böseneck
- Brandholz
- Bucheck mit Mühle
- Codersreuth mit Mühle

#### C
- Cremiz bei Gefrees
- Cremiz bei Lanzendorf und Mühle

#### D
- Deegmann

#### E
- Escherlich mit zwei Mühlen

#### F
- Fleißniz mit zwei Mühlen
- Föllmar
- Föllmarsberg
- Förstenreuth
- Frankenberg
- Frankenhammer
- Fröbershammer mit Mühle

#### G
- Gefrees mit drei Mühlen
- Gesees
- Geyersberg
- Goldberg
- Goldkronach mit zwei Mühlen
- Goldmühle
- Gossenreuth
- Gottendorf
- Gottmannsberg
- Grasemann
- Grünhügel
- Grünstein und Mühle

#### H
- Hainbüchig oder Streit und Reichenstadt mit Mühle
- Hampelshöfe
- Haselleuten
- Heinersreuth und Mühle
- Hemmerles
- Hermershof
- Hermersreuth
- Himmelkron und Mühle
- Hohlmühle
- Höflas
- Hohenknoden und Mühle
- Horlachen

#### K
- Kaltensteinach mit Mühle
- Kastenmühle
- Kieselshof
- Köslar
- Kropfmühle
- Kutschenrangen

#### L
- Lanzendorf und Mühle
- Leysau
- Lübniz mit Mühle
- Lüzzenreuth

#### M
- Mezlesdorf
- Mezlersreuth mit zwei Mühlen
- Micheldorf

#### N
- Nemmersdorf mit Mühle
- Nemtmannsreuth
- Neudorf mit Mühle
- Neuenreuth

#### P
- Pöllersdorf

#### R
- Raith
- Rimles
- Rindlas
- Röhrenhof
- Röhrersreuth

#### S
- Schamlesberg
- Schwärzhof
- Senftenhof
- Sickenreuth mit Mühle
- Stambach mit zwei Mühlen
- Stein mit Mühle
- Streitau mit Mühle

#### T
- Tannenreuth mit Mühle
- Tennersreuth mit Mühle

#### W
- Walpenreuth
- Weikenreuth
- Wizleshofen mit Mühle
- Wulfersreuth
- Wundenbach

#### Z
- Zettliz mit Mühle
- Zoppaten mit Mühle